# Рукін Володимир Миколайович
Володимир Миколайович Рукін (нар.1 лютого 1869,  — пом. невідомо)

## Життєпис
Народився 1 лютого 1869 року. Початкову освіту здобув у Оренбурзькому Неплюєвському кадетському корпусі.

### В російській армії
З 29 серпня 1887 вступає на військову службу. Закінчив 3-є військове Олександрівське училище. Служить у 4-му Туркестанському стрілецькому батальйоні. З 9 серпня 1888 року підпоручник, а через 4 роки поручник.
У 1896 закінчив Миколаївську інженерну академію по 1-му розряду, штабс-капітан. З 6 грудня 1897 капітан. Обер-офіцер управління будівництва у Забайкаллі з 17 серпня 1901.
Учасник російсько-японської війни 1904-05. У 1904 підполковник, корпусний інженер 7-го Сибірського армійського корпусу з 14 липня 1905. Згодом помічник начальника Забайкальської інженерної дистанції, потім служить в управлінні Кавказького військового округу. З грудня 1909 полковник.  
Учасник Першої світової війни, командир 8-го залізничного батальйону.

### На службі Україні
В армії Української держави з 1918, начальник 1-ї Української залізничної бригади. В 1920 у розпорядженні штабу армії УНР. З 19 липня 1920 начальник технічних військ української армії.  
Подальша доля невідома.